# Пёс и кот (мультфильм, 1955)
«Пёс и кот» — рисованный мультипликационный фильм, который создал режиссёр Лев Атаманов по сказке армянского писателя Ованеса Туманяна. Ремейк одноимённого мультфильма 1938 года.
В мультфильме звучат стихи Самуила Яковлевича Маршака и музыка танца Узундара.

## Сюжет
У пса-пастуха во время грозы сильным ураганным ветром снесло с головы шапку. Простодушный пёс принёс коту-скорняку баранью шкуру, чтобы тот сшил ему новую. Кот всё сделал за несколько дней, но в лавку заглянул богатый надменный козёл, у которого так же сильный ветер с головы сдул головной убор. Капризному покупателю предложили много шапок, но ему приглянулась только именно та, что была сшита для пса. Ради собственной выгоды кот отдал чужую шапку козлу, получив за это деньги в золотых монетах.
Пришёл пёс в назначенный день, но кот его уже поджидал и закрылся в лавке на ключ. Пёс, увидев дверь на замке, ушёл домой — и так случалось каждый раз, когда он приходил за шапкой. Только весной пёс наконец застал кота на рабочем месте и начал грубо ругаться с ним по поводу заказа. Кот кинулся бежать в дом козла, где пёс и нашёл свою шапку. Вот только забрать её он не смог, да ещё и от козла ему сильно досталось.
Мультфильм заканчивается объяснительным афоризмом: «А так как этот кот-скорняк всем нашим кошкам прадед, семейства кошек и собак между собой не ладят».

## Создатели
| Стихи                      | Самуила Маршака |
| Автор сценария и режиссёр  | Лев Атаманов |
| Художники-постановщики     | Александр Винокуров, Леонид Шварцман |
| Оператор                   | Михаил Друян |
| Композитор                 | Карэн Хачатурян |
| Звукооператор              | Николай Прилуцкий |
| Ассистенты                 | Вера Шилина, Лидия Кякшт, Владимир Балашов |
| Художники-декораторы:      | Пётр Коробаев, Ирина Троянова |
| Художники-мультипликаторы: | Владимир Арбеков, Дмитрий Белов, Роман Давыдов, Фаина Епифанова, Вячеслав Котёночкин, Мстислав Купрач, Виктор Лихачёв, Владимир Пекарь, Игорь Подгорский, Надежда Привалова, Лидия Резцова, Сергей Степанов, Фёдор Хитрук, Борис Чани |
| Роли озвучивали            | Рубен Симонов, Владимир Грибков, Владимир Канделаки, Юрий Хржановский, Григорий Шпигель — Свинья (в титрах не указан), Георгий Вицин — Медвежонок (в титрах не указан), Георгий Милляр — Козёл (в титрах не указан)                   |

## Отзыв критика
Стихотворная сказочка «Пёс и Кот» (русский читатель знает её в вольном переводе С. Маршака под названием «Кот-скорняк») на первый взгляд кажется только весёлой шуткой. Но в придуманной Туманяном истории о том, как впервые зародилась вражда между кошками и собаками, скрывается определённый социальный смысл. Герои этой сказки — Пёс, Кот, Судья, их взаимоотношения — всё это служит Туманяну средством для того, чтобы охарактеризовать дореволюционный быт маленького армянского городка и выразить своё отношение к этому быту. Сказка имеет отчетливый сатирический подтекст.— ГИНЗБУРГ С. Рисованный и кукольный фильм. М., 1957